# One Night at Mercy
O noapte la Mercy (titlu original: One Night at Mercy) este al doilea episod al serialului Zona crepusculară din 2002. A avut premiera la 18 septembrie 2002 în rețeaua UPN. Este regizat de Peter O'Fallon după un scenariu de Christopher Mack.

## Introducere
„Felicitările noastre doctorului Jay Ferguson care tocmai a salvat pentru prima oară o viață. Dar în seara asta el va cunoaște un pacient care îi va zdruncina toate cunoștințele sale despre viață și moarte în Zona Crepusculară..”

## Prezentare
Dr. Jay Ferguson salvează un om de la moarte, dar apoi un alt pacient ajunge la spital. Acesta a încercat să se sinucidă, dar ceva l-a împiedicat să facă acest lucru. Când a fost întrebat care este numele lui, el răspunde: " Eu sunt... Moartea!"
Omul îi spune lui Ferguson, care suferă de dureri groaznice de cap, că el nu poate muri. El s-a spânzurat și a stat atârnat cu ștreangul la gât timp de 22 ore până și-a dat seama că încercarea sa este inutilă. Apoi încearcă să-i explice doctorului Ferguson că el este într-adevăr Moartea și că a avut prima depresie în timpul Ciumei Negre din Evul Mediu. Ferguson încă nu-l crede, dar Moartea îi spune pur și simplu: "Nu este doar numele meu, este ceea ce fac eu." Enervat, Ferguson este de acord cu acesta, dar însă pe un ton batjocoritor. Moarte a decis să renunțe la meseria sa, dar știe totuși că "EI" nu-l vor lăsa să facă acest lucru. Complet iritat, Ferguson se pregătește să plece din salon. Moartea îi spune atunci că primul suflet pe care l-a colectat vreodată în spitalul în care se află a fost al lui Billy Breem, iar medicul este șocat atunci când această afirmație este confirmată de o soră medicală. Dar el nu mai are timp să gândească prea mult la această informație, deoarece omul care pretinde a fi Moartea a dispărut din salon.
Ferguson, gândindu-se unde s-ar duce Moartea cu adevărat în această situație, îl găsește la morgă, vorbind cu un cadavru. Doctorul încă nu este pe deplin convins, dar citește o știre șocantă într-un ziar care spune că nu a mai murit nimeni în acea zi, așa că simte că înnebunește încercând să se convingă că entitatea nu este reală. Moartea începe să-i joace feste, luând forma mamei lui Ferguson aflată pe pragul morții. Tânărul doctor află de la prietenii săi din diverse orașe, cum ar fi New York sau Chicago, că nici acolo nu a mai murit nimeni. În cele din urmă, Ferguson admite că Moartea nu minte și iese furtunos din cameră .
A doua zi, Ferguson se bucură de viața, nemaiavând dureri de cap. Dar apoi la spital este adus un grup de victime cu arsuri grave, care ar fi trebui să fie moarte, cu toate acestea sunt aduse vii în spital cu dureri de nedescris. Deoarece Moartea și-a luat o pauză, ei nu pot muri. Ferguson se duce după Moarte care se afla pe acoperișul spitalului, având în mâini un trandafir. Înainte ca medicul să spună ceva, Moartea murmură că el ucide și flori și animale, nu doar pe oameni. După o lungă discuție, Ferguson reușește să convingă entitatea să-și facă munca pe care o face de mii de ani deoarece sunt oameni care suferă pentru că nu pot muri. Moartea oftează și este de acord și, instantaneu, trandafirul din mâna sa se înnegrește și moare. Entitatea îi spune apoi lui Ferguson să se uite în agenda sa, care înregistrează instantaneu toate persoanele care trebuie să moară. Șocant, primul nume pe listă este al Dr. Jay Ferguson. El țipă și cade cu dureri mari de cap pe o bancă.  Moartea îi spune că aceste "dureri de cap" au fost de fapt debutul unui anevrism mortal. Înainte de a pleca cu entitatea, sufletul lui Jay îl întreabă dacă el sau Moartea a salvat omul de la începutul episodului. Moartea îi spune că dacă nu era Ferguson, numele omului pe moarte de la începutul episodului ar fi apărut scris în agenda sa. Cei doi merg prin aer undeva departe.

## Concluzie
„Viața și Moartea mergând împreună. Sunt parteneri în ciclul existenței. Dacă nu credeți faceți doar o plimbare până la Doctorul Jay Ferguson acum un rezident în primul an în Zona Crepusculară.”

## Citate
(Moartea ținând în mână un trandafir pe acoperiș)
Moartea: Eu omor flori, de asemenea. Te-ai gândit vreodată la asta? Nu este vorba doar de animale și oameni. Eu mă ocup și de iarbă, copaci, trandafiri ...
Moartea: [Am vrut doar] o zi [pauză] în patru miliarde și jumătate de ani ...
Dr. Ferguson: Asta va trebui sa faci.

## Vezi și
- Moartea (personificare)

## Legături externe
- „One Night at Mercy” la Internet Movie Database
- "One Night at Mercy" la TV.com
- One Night at Mercy la CineMagia